# Бенди и чернильная машина (фильм)
«Бе́нди и черни́льная маши́на» (англ. Bendy and the Ink Machine) — будущий американский фильм ужасов о выживании, основанный на одноимённой серии видеоигр, созданной Полом Кроуфордом и Майком Десжардинсом. Режиссёр — Андре Эвредал, производственные компании — Radar Pictures, Joey Drew Studios Inc. и Double Down Pictures.

## Производство
Изначально Bendy and the Ink Machine мог получить экранизацию в виде сериала: в мае 2020 года Дерек Колстад, создатель кинофраншизы «Джон Уик», выразил желание заняться этим проектом.
25 декабря 2023 года студия Radar Pictures в своём «Твиттер»-аккаунте объявила о начале производства фильма по франшизе Bendy. 31 октября 2024 года был раскрыт режиссёр, — Андре Эвредал, — и официальное название картины — «Бенди и чернильная машина».